# 迪肯商學院
迪肯商學院（英語：Deakin Business School）校址設於澳大利亞東墨爾本地區，是一所迪肯大學提供予研究生碩士學位課程的教育機構。
迪肯的學位選項包括有：
- 企業管理碩士（Master of Business Administration，MBA）
- 商務碩士（Master of Commerce）
- 國際貿易碩士（Master of International Business）
- 市場行銷碩士（Master of Marketing）
- 企業管理博士（Doctor of Business Administration）
- 高階管理發展課程（Executive Development programs）

目前約4,000名（近半數）、就讀於商學院的研究生，選擇了碩士學位的課程。2008年，澳大利亞管理畢業生協會將迪肯商學院的MBA課程評為最高級的5星之列、MBA International列為4星。

## 外部連結
- 迪肯商學院
- MBA導覽網頁 （页面存档备份，存于）
- Graduate Management Australia Ranking 2008